# Synagoga Starobazarna w Humaniu
Synagoga Starobazarna w Humaniu (ros. Большая старобазарная синагога) – jeden z dwóch żydowskich domów modlitewnych znajdujących się w Humaniu na Podolu do I wojny światowej. 
Znajdowała się przy ulicy Wierchnie-Jewriejskiej. W 1903 roku jej rabinem był Iosif Gelman (Helman).